# Sérignac (Tarn y Garona)
 Sérignac  es una población y comuna francesa, en la región de Mediodía-Pirineos, departamento de Tarn y Garona, en el distrito de Castelsarrasin y cantón de Beaumont-de-Lomagne.

## Demografía
| 611 | 502 | 488 | 527 | 483 | 490 |
| Para los censos de 1962 a 1999 la población legal corresponde a la población sin duplicidades (Fuente: INSEE [Consultar]) |     |     |     |     |     |